# NGC 6013
NGC 6013 ist eine 13,6 mag helle Balkenspiralgalaxie mit aktivem Galaxienkern vom Hubble-Typ SBb im Sternbild Herkules und etwa 207 Millionen Lichtjahre von der Milchstraße entfernt.
Sie wurde am 21. Juni 1876 von Édouard Stephan entdeckt.